# Papà Gambalunga (serie animata)
Papà Gambalunga (私のあしながおじさん?, Watashi no Ashinaga Oji-san, lett. "Il mio Papà Gambalunga") è una serie TV anime basata sul romanzo Papà Gambalunga del 1912 di Jean Webster, e prodotto dalla Nippon Animation in collaborazione con la Fuji Television nel 1990. La serie si compone di 40 episodi, trasmessi per la prima volta in Italia nel 1991 su Italia 1.
La regia è di Kazuyoshi Yokota, mentre il character design è di Shūichi Seki, lo stesso di altre serie celebri come Peline Story, Tom Story e Lucy May. Nello studio grafico dei personaggi, soprattutto in quello di Judy Abbott con le sue caratteristiche trecce, Seki si è ispirato ai disegni di Jean Webster che accompagnano il romanzo fin dalla sua prima edizione.
La serie fa parte del progetto World Masterpiece Theater della Nippon Animation.
Sia nel romanzo sia nel relativo anime il nome della protagonista è stato preso da una lapide del vicino cimitero e il cognome dall'elenco telefonico. Nel romanzo però la protagonista si chiama Jerusha e non Judy, e assume quest'ultimo nome, che definisce "sciocchino, adatto ad una ragazza viziata dalla famiglia", soltanto per meglio impersonare il personaggio della ragazza alto-borghese che usa per nascondere la sua vera identità.
La Judy dell'anime si chiama invece così fin dall'inizio, ma il nome Jerusha sopravvive anche nella serie animata: è infatti questo il nome della piccola orfana protagonista di un racconto tristemente autobiografico di Judy, che per punizione viene legata a un albero ed esposta alla gogna per aver tentato di fuggire dall'orfanotrofio.

## Trama
(Judy Abbott - ep. 28, Un ordine ingiusto)

### Antefatto (ep. 1-2)
Judy Abbott è una trovatella. I suoi genitori l'abbandonarono ancora in fasce davanti ad una chiesa in un misero quartiere di New York, e fino a 14 anni ha sempre vissuto presso l'orfanotrofio "John Greer". Dei suoi genitori non sa nulla: il suo cognome è stato preso dall'elenco telefonico (Abbott è il primo della lista) e il suo nome da una tomba del vicino cimitero.
Terminate le scuole medie, il suo destino sembra quello di essere avviata al lavoro, ma il presidente del comitato dell'istituto, colpito dal suo talento nella scrittura, decide di diventare suo tutore offrendole la possibilità di frequentare le scuole superiori. L'ignoto benefattore che desidera rimanere anonimo (si farà chiamare John Smith) pone come unica condizione che Judy gli scriva periodicamente per tenerlo al corrente dei suoi progressi nello studio e nella vita. L'unica immagine che Judy ha di questo eccentrico personaggio, è la sua lunga ombra dalle gambe sottili proiettata contro una parete dalla luce radente dei fari della sua automobile: la ragazza deciderà quindi di soprannominare il suo tutore "Papà Gambalunga".

### Primo anno (ep. 3-12)
Judy, dal misero orfanotrofio dove aveva vissuto fino ad allora, si trova catapultata nel New Jersey alla Scuola superiore "Abramo Lincoln", uno dei più rinomati college femminili statunitensi, frequentato da ragazze dell'alta borghesia. C'era anche qualche grande nome. Tiene fede all'impegno che ha con il suo tutore ed inizia subito quella che diventerà una lunga corrispondenza-diario, descrivendogli la sua vita all'interno del college e le sue due compagne di stanza: la timida e dolce Sallie McBright e la viziata ed altezzosa Julia Pendleton. Il tutore, per proteggere il suo anonimato, non risponderà mai di persona alle lettere della ragazza: lo farà solo tramite il suo segretario Walter Griggs.
Judy è profondamente grata a papà Gambalunga per la possibilità di studiare che le ha offerto, ed è risoluta nello sfruttare al massimo questa occasione unica. Si rende però presto conto che sia il suo carattere generoso e solare, sia le sue origini di trovatella non le permetterebbero mai di essere accettata nell'ipocrita ambiente altolocato in cui si trova e che lei tanto odia. Ecco che Judy è costretta a fingersi un'altra agli occhi di tutti: nasce quindi la nuova Judy, una ragazza alto-borghese che ha vissuto fino ad allora in una grande villa e che ora, dopo la morte dei genitori, ha un tutore legale che amministra il suo ricco patrimonio. Questa bugia, apparentemente innocente, segnerà profondamente e drammaticamente il seguito della storia.
L'unico personaggio che a questo punto conosce la vera identità di Judy è il suo misterioso Papà Gambalunga, che rimarrà quindi per la ragazza l'unico legame con la realtà della sua vera personalità. Per questo col passare del tempo tra i due si stabilirà lentamente un vero rapporto padre-figlia, lei che gli dimostra la sua riconoscenza e che lo elegge suo confidente, l'unico a condividere con lei un segreto che diventa via via sempre più pesante, lui che le regge il gioco, aiutandola a tenere nascosta la sua vera identità, sorvegliandola in modo discreto, proteggendola e in fondo viziandola con bellissimi regali, tentando di esaudire ogni suo desiderio.
Judy, la "falsa" Judy, s'inserisce quindi facilmente nella vita del college e dimostra ben presto di essere brillante negli studi, con un grande talento per la letteratura. Il suo racconto "Dalla mia torre" verrà pubblicato sul giornale della scuola, onore mai concesso fino ad allora ad una studentessa del primo anno. Unico neo è il rapporto problematico con Julia, la sua compagna di stanza, che mal sopporta il carattere troppo alla mano di Judy e che comincia a sospettare della sua vera identità.
In tutto questo, s'inserisce in primavera l'improvvisa visita alla scuola di Jervis Pendleton, il giovane zio di Julia, al quale Judy è costretta suo malgrado a far visitare il campus. Jervis è il tipico rappresentante di quella umanità che Judy odia: ricco, eccentrico, scostante. Durante la sua visita però la ragazza si renderà conto che Jervis non è quel personaggio terribile che si era immaginata, e quella mezza giornata in sua compagnia rimarrà a lungo impressa nella sua mente.
Arriva l'estate e la scuola chiude. Judy non ha un posto dove andare, tranne l'orfanotrofio ed in una sua lettera implora Papà Gambalunga di trovarle un altro posto dove trascorrere le vacanze. Il suo tutore le offrirà il soggiorno presso la fattoria "Lock Willow" di proprietà degli anziani coniugi Semple. Judy si farà ben presto apprezzare dai Semple: con il suo carattere generoso e solare dimostrerà di non essere quella ragazzina viziata che la sua provenienza da un college frequentato dalla ricca borghesia potrebbe far supporre. Inoltre verrà presto alla luce una strana coincidenza: la fattoria era in passato di proprietà di Jervis Pendleton, che l'aveva regalata alla signora Semple, la sua vecchia balia, in segno di riconoscenza. Jervis è considerato quasi come un figlio dai due anziani e il fatto di avere un amico in comune rafforzerà profondamente il legame tra Judy e i Semple, che poco a poco, vedranno in lei quello che era stato tanti anni prima il piccolo Jervis.

### Secondo anno (ep. 13-30)
Le ragazze del college stanno diventando grandi. Judy fra poco compirà 16 anni e come tutte le sue compagne comincia a pensare al futuro. Si rende presto conto che quello che più desidera è di essere indipendente e padrona della sua vita. Vuole pagarsi lei stessa gli studi, perciò trova lavoro come istitutrice presso una famiglia, tentando nel frattempo di vendere i suoi racconti. Inoltre eccelle negli esami tanto da vincere una borsa di studio per l'università. E qui iniziano i primi contrasti con il suo tutore, che non vede di buon occhio la sua volontà d'indipendenza e che le imporrà di dare le dimissioni da istitutrice.
Intanto Judy fa la conoscenza di Jimmy McBright, fratello maggiore di Sallie, la sua compagna di stanza; inoltre le visite di Jervis Pendleton al college si faranno più frequenti e Judy scoprirà di essere sempre più affascinata dallo zio di Julia.
Arriva di nuovo l'estate e Judy viene invitata da Jimmy a passare le vacanze a casa sua e dei suoi genitori. In realtà il ragazzo si è innamorato di Judy, ma non è ricambiato visto che lei continua a considerarlo come un fratello maggiore. Judy è comunque contenta dell'invito, ma Papà Gambalunga, stranamente, la obbliga a rinunciare, imponendole di nuovo e in malo modo il ritorno alla fattoria Lock Willow.
Qui i rapporti tra Judy e il suo Papà Gambalunga s'incrinano profondamente: lei non riesce a comprendere l'ordine ingiusto che il suo tutore le ha imposto (tra l'altro neppure il segretario di John Smith sembra capirlo), ma è costretta suo malgrado ad obbedire.
Alla fattoria la ragazza ha due liete sorprese: la prima è la lettera di un editore che le comunica di aver acquistato un suo racconto, la seconda è la visita a sorpresa di Jervis. Al di là dei rapporti formali (Judy continua a chiamarlo "signor Pendleton" e a dargli del "Lei") tra i due nasce una strana alchimia: la ragazza eleggerà Jervis suo nuovo confidente e passerà con lui delle vacanze indimenticabili. In autunno, al suo ritorno a scuola, si renderà conto di essere profondamente innamorata.

### Terzo anno (ep. 31-40)
Ormai a Judy, presa dallo studio, rimane poco tempo per pensare ad altro. Il rapporto con Jervis si farà però sempre più profondo fino a che i due dichiareranno reciprocamente il loro amore. Julia, la nipote di Jervis, è profondamente cambiata e maturata. Smessi i panni della ragazzina viziata, si rivelerà la più grande amica di Judy, aiutandola nel rapporto con il suo giovane zio, in contrasto anche con la volontà della sua famiglia. Ma Judy, la "vera" Judy, sa che la storia con Jervis non può avere un futuro. Sa che lui è innamorato della "falsa" Judy, la ricca ragazza dell'alta borghesia che Judy sta impersonando e che non accetterebbe mai una ragazza povera, proveniente da un misero orfanotrofio. Quando Jervis le chiederà di sposarlo, lei non troverà il coraggio di confessargli la verità e sarà quindi costretta a rifiutare, facendogli credere di non essere mai stata innamorata di lui.
Ora Judy si scopre sola. Si rende conto che tutti i suoi amici e l'uomo che più ama, in realtà non vogliono bene a lei, ma ad una persona che non esiste, e sa che se scoprissero la verità, la scaccerebbero. Le rimane soltanto il suo Papà Gambalunga, l'unico a conoscere la sua vera identità e l'unico a volerle bene per quello che è e non per ciò che sembra. La ragazza in una lunga lettera gli fa comprendere tutta la sua disperazione e i motivi che l'hanno spinta ad agire come ha fatto con Jervis, pregandolo come ultima cosa di venire alla cerimonia di consegna dei diplomi per poterlo finalmente conoscere.
Judy è una delle allieve più brillanti del corso, e riceve l'onore di tenere il discorso di commiato durante la cerimonia della consegna dei diplomi. Ha ottenuto esattamente tutto quello per cui aveva lottato: ha sfruttato a pieno l'occasione di studiare che il suo tutore le aveva concesso, superando a pieni voti gli esami finali, potrà andare all'università con la borsa di studio che ha conquistato e sarà quindi finalmente indipendente, ma ha pagato a caro prezzo il suo successo. Per il suo sogno americano ha venduto la propria anima, rinunciando per sempre alla stima e all'affetto delle persone a cui voleva bene. Al momento del discorso di commiato, troverà finalmente il coraggio di confessare la verità e la sua vera identità di misera trovatella davanti ad un uditorio attonito, manifestando la sua profonda riconoscenza e il suo grande affetto verso il tutore che ancora non conosce e che crede sia in mezzo al pubblico.
Improvvisamente però sopraggiunge il segretario di John Smith, ossia Walter Griggs, con una terribile notizia. Il suo tutore non è venuto alla cerimonia perché gravemente malato: Judy dovrà affrettarsi a raggiungere la sua casa a New York per incontrarlo prima che sia troppo tardi. E qui inizierà il disperato viaggio di Judy, che si rende conto di stare perdendo l'unica persona che conti veramente per lei, l'unico che le ha sempre voluto bene per ciò che era, e che ormai considera suo padre.
Finalmente, giunta a casa del suo tutore ormai in fin di vita, scoprirà l'incredibile vera identità di Papà Gambalunga: il tutore altri non è che lo stesso Jervis!
L'anime finisce con il matrimonio tra Judy e Jervis.

## Dal romanzo all'anime

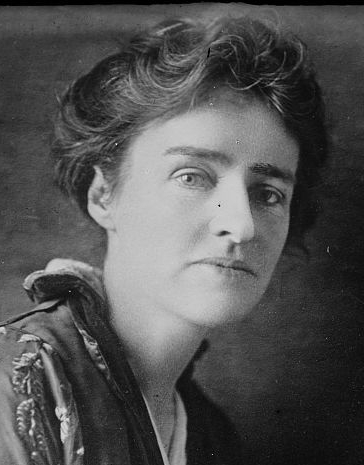
Jean Webster

La serie animata è tratta da Daddy Long Legs di Jean Webster, un romanzo epistolare del 1912 ambientato nello stesso periodo, che è costituito quasi interamente dalle lettere che la protagonista Jerusha/Judy scrive a Papà Gambalunga. La trama dell'anime è abbastanza fedele alla storia originale e le lettere del romanzo sono semplicemente tradotte negli avvenimenti dell'anime. Ci sono però alcuni punti che si distaccano dal romanzo originale, oltre al nome della protagonista (finestra in alto):
- Gli avvenimenti dell'anime sono posticipati rispetto al romanzo e la storia ha inizio nell'autunno del 1924 e termina alla fine di maggio 1927. La datazione precisa è resa possibile dalla presenza di una sequenza con i festeggiamenti per l'arrivo di Charles Lindbergh dalla sua traversata aerea dall'Europa agli Stati Uniti, presente nell'ultimo episodio. La proiezione di un film sonoro di Buster Keaton (ep. 31 - piccole donne crescono) che nell'anime avviene nell'autunno del 1926 rappresenta quindi un piccolo anacronismo.
- A differenza del romanzo, dove all'inizio Jerusha/Judy è una ragazza di 18 anni e ottiene da Papà Gambalunga la possibilità di frequentare l'università, nella serie televisiva Judy è una ragazza di 14 anni che ha appena finito le scuole medie e che andrà quindi al liceo. Nella serie animata, quando Judy incontra Jervis per la prima volta ha 15 anni e lui 27. Nel romanzo invece Judy ha 19 anni e Jervis 33. Il tentativo di ringiovanire la protagonista per avvicinarla al target di pubblico dell'anime è stato effettuato altre volte nella collana World Masterpiece Theater, ad esempio in Cantiamo insieme.
- Nel romanzo c'è una spiccata componente politica e Judy si dichiara addirittura socialista riformista fabiana così come Jervis Pendleton[3]. Nell'anime la componente politica è solo sfiorata: Judy affermerà più volte di "odiare i ricchi" e viene accennato al fatto che Jervis Pendleton permette agli operai delle sue fabbriche di iscriversi al sindacato[4].
- Il ruolo di Julia Pendleton è profondamente diverso. Nel romanzo è semplicemente una compagna di corso, mentre nell'anime è un personaggio complesso e in evoluzione. L'antagonismo verso Judy, che si trasforma in grande amicizia, la sua "storia" con Jimmy, i dissapori con la famiglia che le impongono il fidanzamento con uno sconosciuto, il rapporto sempre meno conflittuale con lo zio Jervis che alla fine arriverà a capire profondamente: tutto questo nel romanzo non esiste.

### Citazioni
L'anime, pur rispettando la trama, contiene inoltre numerose scene e interi episodi non presenti nel romanzo. Alcuni di questi avvenimenti "aggiunti" sono palesi citazioni dalle trasposizioni cinematografiche precedenti e principalmente del film Papà Gambalunga del 1955 con Fred Astaire:
- Nell'ep. 1 Lunedì di fuoco, Judy per far divertire i bambini dell'orfanotrofio canta una canzone tracciando col gesso dei disegni sul muro. Nel film del 1955, Papà Gambalunga nota per la prima volta l'orfana Julie Andre che fa lezione di inglese ai bambini dell'orfanotrofio cantando e disegnando sulla lavagna e decide di diventare suo tutore. La citazione è ribadita nell'ep. 3 L'istituto Abramo Lincoln, dove Judy, in un'aula deserta, s'immagina di cantare disegnando alla lavagna davanti ai bambini dell'orfanotrofio[5].
- Judy nell'ep. 3 L'istituto Abramo Lincoln (e Julie nel film del 1955) arriva all'istituto solamente con una borsa da viaggio che contiene i suoi pochi effetti personali. Papà Gambalunga le farà recapitare "a sorpresa" un baule zeppo di vestiti e in un secondo tempo la chiave per aprire il baule.
- Judy nell'ep. 39 La consegna dei diplomi (e Julie nel film) partecipa alla cerimonia di consegna dei diplomi cercando tra gli astanti il suo tutore. In seguito Judy verrà accompagnata dall'assistente Griggs (e Julie dalla segretaria Alice Prichett) da Papà Gambalunga, per fare la sua conoscenza. Entrambe le scene sono però riprese da Papà Gambalunga del 1919, prima trasposizione cinematografica del romanzo, dove si vede Judy che durante la cerimonia chiede ad un distinto signore se si tratti del suo tutore.
- Julia Pendleton nell'anime e la corrispondente Linda Pendleton del 1955 del film, s'innamora di Jimmy McBright, che a sua volta era in precedenza innamorato di Judy/Julie, anche se non corrisposto.
- Jervis Pendleton, per dimenticare Judy/Julie che crede innamorata di Jimmy McBright, intraprende un lungo viaggio per l'Europa. Tra l'altro nell'anime il viaggio s'interrompe proprio in Francia, dove il film del 1955 ha inizio.

## Personaggi principali

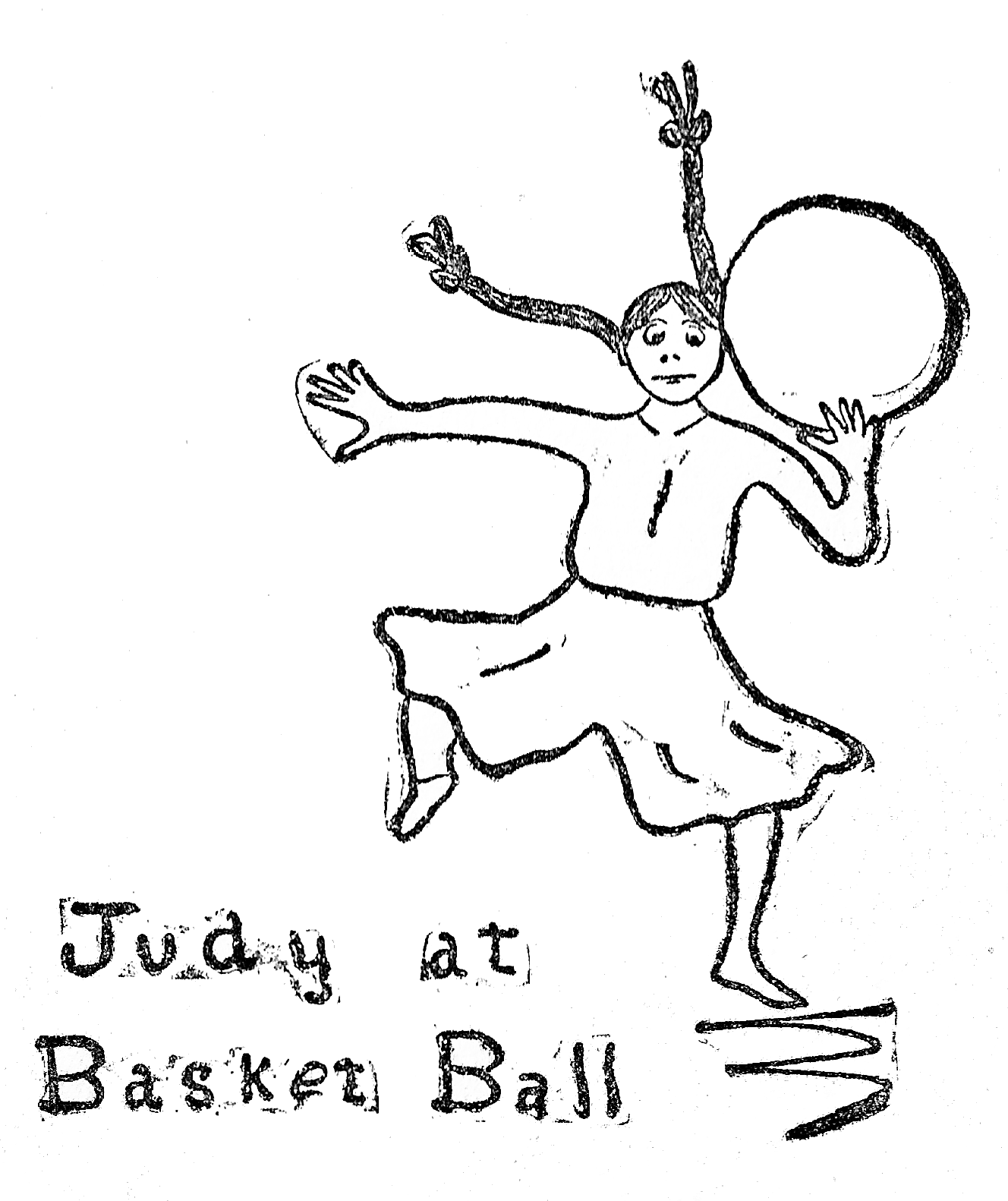
"Autoritratto" di Judy Abbott in un disegno di Jean Webster, autrice del romanzo

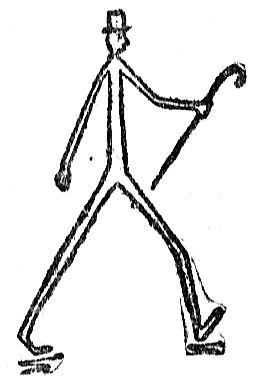
Il ritratto di Papà Gambalunga fatto da Judy nel romanzo, ricorda quello che nell'anime Judy ha appeso alla parete della sua stanza

Judy Abbott (ジュディ・アボット?, Judi Abotto)
Doppiata da: Mitsuko Horie (ed. originale), Debora Magnaghi (ed. italiana)
È un'orfana vissuta fino a 14 anni in un misero orfanotrofio sovvenzionato da magnati influenti, dove ha però avuto esperienze molto tristi che l'hanno portata ad odiare tutti i ricchi che fanno offerte ai poveri non per un reale atteggiamento altruistico, ma solo per scaricarsi la coscienza. Ragazza estroversa, molto spontanea e ribelle, ma simpatica e amichevole, la sua allegria e il suo essere diretta nel parlare spesso la fa risultare fuori luogo, ma allo stesso tempo conquista l'affetto e la stima di chi incontra. Il suo carattere esuberante e sincero tuttavia è costretta il più delle volte a reprimerlo quando si ritrova a vivere in un ambiente alto-borghese, sentendosi costretta per vergogna e paura a fingersi una ricca ragazza di buona famiglia, per poter essere accettata da quel mondo ostile. Si trasforma col passare del tempo da una ragazzina esuberante e pasticciona in una donna intelligente, consapevole delle sue capacità e desiderosa di essere indipendente, ma a causa della sua menzogna che diviene sempre più grande e che la fa soffrire enormemente, sarà costretta a rifugiarsi nella solitudine, dopo aver allontanato l'uomo che amava tanto e al quale non avrà mai il coraggio di confessare la sua vera identità. È molto legata alle sue amiche Sallie e Julia, a Jimmy e a Leonora Fenton, vuole bene anche alla signorina Throne nonostante i loro bisticci. Si ricongiunge finalmente all'amato Jervis a fine serie.
Sallie McBride (サリー・マクブライド?, Sarī Makuburaido)
Doppiata da: Chie Satō (ed. originale), Donatella Fanfani (ed. italiana)
Figlia di un ricco industriale tessile è compagna di stanza e grande amica di Judy e Julia. È molto studiosa, gentile e volenterosa, ma anche estremamente timida ed impacciata e questo la mette in situazioni imbarazzanti (soprattutto quando deve pronunciare discorsi in pubblico) dalle quali di solito Judy la salva con la sua capacità di improvvisazione. È molto legata a suo fratello Jimmy, un campione di football e si innamora di un suo compagno di squadra, Bob, giovane tanto timido quanto lei ma dolce e educato.
Julia Rutledge Pendleton (ジュリア・ルートレッジ・ペンデルトン?, Juria Rūtorejji Penderuton)
Doppiata da: Yuri Amano (ed. originale), Emanuela Pacotto (ed. italiana)
Compagna di stanza di Judy, è viziata ed altezzosa e nutre un'iniziale antipatia per Judy. Scopre ben presto che Judy viene da un orfanotrofio e tenta in tutti i modi di smascherarla anche se non rivelerà mai a nessuno il suo segreto. Diventerà in seguito rivale in amore di Judy (Julia è innamorata di Jimmy McBright, che però è innamorato di Judy) e questo, invece di accrescere la divisione tra le due ragazze, le farà diventare a poco a poco grandi amiche. Fino all'ultimo custodisce il segreto di Judy, rivelandosi un'amica leale e generosa. Alla fine sarà "complice" di Judy nella sua storia con suo zio Jervis, entrando però in contrasto con la sua famiglia. Comincia ad avvicinarsi a Jimmy e resasi conto che l'amore tra la sua amica e Jervis non è mai finito ma è stato ostacolato crudelmente da sua madre, cerca di aiutarli il più possibile incoraggiando Judy.
Jervis Pendleton (ジャーヴィス・ペンデルトン?, Jāvisu Penderuton)
Doppiato da: Hideyuki Tanaka (ed. originale), Marco Balzarotti (ed. italiana)
È il giovane e molto ricco zio di Julia. Judy ha 15 anni quando lo incontra per la prima volta e dopo l'iniziale "odio a prima vista" si rende conto che si tratta di una persona speciale e ne rimane affascinata, nonostante egli abbia 12 anni in più di lei. Fin da subito, Jervis si dimostra una persona differente dal solito standard dei ricchi: infatti è molto indipendente, spontaneo e incline all'essere anticonformista e ribelle, ama viaggiare ed essendo onesto e di buon cuore, non apprezza l'ipocrisia e i pregiudizi. Vuole molto bene alla nipote Julia e diventa ben presto grande amico e confidente di Judy. Questa amicizia diviene sempre più forte, passando all'infatuazione e col passare del tempo diventerà amore, reciproco per di più. Quando Jervis farà a Judy la proposta di matrimonio lei, consapevole dell'enorme diversità dei mondi da cui provengono, non avrà il coraggio di confessare le sue vere origini e sarà quindi costretta a rifiutare facendogli credere di non averlo mai amato, gettandolo nello sconforto. I due si ritrovano a fine serie dopo un commovente rincontro.
Jimmy McBride (ジミー・マクブライド?, Jimī Makuburaido)
Doppiato da: Bin Shimada (ed. originale), Diego Sabre (ed. italiana)
Frequenta l'Università di Princeton, è campione di football americano ed è il fratello maggiore di Sallie. Si innamora di Judy che però lo considera come un fratello maggiore. È Julia invece che s'innamorerà di lui, ma nonostante Judy tenti di aiutare l'amica, Jimmy non si accorgerà di lei se non alla fine della storia.
Bob (ボブ?, Bobu)
Doppiato da: Davide Garbolino (ed. italiana)
Capitano della squadra di football americano dell'università di Princeton, un ragazzo gentile, ma a volte un po' confuso. È innamorato di Sallie, ricambiato.
Leonora Fenton (レ オ ノ ラ ・ フ ェ ン ト ン?, Reonora Fenton)
Doppiata da: Hiromi Tsuru (ed. originale), Elena Canone (ed. italiana)
La nuova coinquilina di Judy che ha un anno in più di lei. È tornata alla classe di Judy dopo aver preso un congedo da scuola per un anno a causa di una malattia infettiva, la tubercolosi. È brava in poesia e sport, prima della sua malattia era una giocatrice di basket molto in gamba. A Judy, inizialmente non piace il suo carattere perché lei aveva criticato una sua poesia. Tuttavia, diventa immediatamente una buona amica di Judy. Il padre è vedovo, e svolge la sua professione ad un cantiere navale a Filadelfia in Pennsylvania.
Joanna Throne (ジ ョ ア ン ナ ・ ス ロ ー ン?, Joanna Surōn)
Doppiata da: Yoshino Ohtori (ed. originale), Lidia Costanzo (ed. italiana)
Dirige il dormitorio in cui Judy ha una camera. Tende a mettere una maschera di estrema rigidezza per nascondere ciò che prova realmente e non sopporta di essere chiamata "signora", perché rivendica il fatto di essere ancora "signorina" nonostante l'età, anche se fa trapelare più volte il suo desiderio di sposarsi.
Prof. Melnore
Doppiato da: Giorgio Melazzi (ed. italiana)
È l'insegnante di lingua inglese di Judy nell'istituto Abramo Lincoln. A causa della sua età avanzata tossisce molto spesso, ma è molto preparato e aiuta Judy nella sua educazione dandole dei consigli di scrittura.
Catherine Lippett (キ ャ サ リ ン ・ リ ペ ッ ト?, Kyasarin Ripetto)
Doppiata da: Toshiko Fujita (ed. originale), Grazia Migneco (ed. italiana)
È la direttrice dell'orfanotrofio John Greer. I bambini dell'orfanotrofio la odiano a causa della sua severità, anche se lei in realtà prova un grande affetto per loro. Si ritira dalla professione mentre Judy frequenta l'istituto superiore "Abramo Lincoln".
Mary Lambart (メ ア リ ー ・ ラ ン バ ー ト?, Mearī Ranbāto)
Fa parte del personale dell'orfanotrofio di San Giorgio. È una giovane insegnante volitiva, dotata di umorismo e carisma ed è adorata dai bambini. Ha idee molto moderne sull'educazione degli orfani.
John Smith - Papà Gambalunga
È il misterioso tutore di Judy che all'inizio della storia le offre l'opportunità di studiare alle scuole superiori. Ha anch'egli un inconfessabile motivo per celare la sua vera identità, che terrà nascosta fino alla fine della storia. Unica persona a conoscere il segreto delle misere origini di Judy (almeno così lei crede) col passare del tempo instaurerà con lei un rapporto molto vicino a quello di padre-figlia, che durerà fino a quando, in fin di vita, le rivelerà la sua vera identità.
Walter Griggs (ウ ォ ル タ ー ・ グ リ グ ス?, Worutā Gurigusu)
Doppiato da: Hiroshi Masuoka (ed. originale), Alberto Olivero (ed. italiana)
Il segretario di John Smith, "Papà Gambalunga".

## Colonna sonora
Sigla iniziale giapponese
- Growing Up (グローイング・アップ?, Gurōingu appu), testo di Kisugi Etsuko, musica di Takao Kisugi, arrangiamento di Kazuo Shinoda, è cantata da Mitsuko Horie.

Sigla finale giapponese
- Kimi no Kaze (キミの風?), testo di Kisugi Etsuko, musica di Takao Kisugi, arrangiamento di Kazuo Shinoda, è cantata da Mitsuko Horie.

Sigla iniziale e finale italiana
- Papà Gambalunga, musica di Carmelo Carucci, testo di Alessandra Valeri Manera, è cantata da Cristina D'Avena

## Doppiaggio
| Personaggi       | Voce giapponese | Voce italiana     |
| ---------------- | --------------- | ----------------- |
| Judy Abbott      | Mitsuko Horie   | Debora Magnaghi   |
| Sallie McBright  | Chie Satō       | Donatella Fanfani |
| Jimmy McBright   | Bin Shimada     | Diego Sabre       |
| Julia Pendleton  | Yuri Amano      | Emanuela Pacotto  |
| Jervis Pendleton | Hideyuki Tanaka | Marco Balzarotti  |
| Miss Lippett     | Toshiko Fujita  | Grazia Migneco    |
| Miss Throne      | Yoshino Ohtori  | Lidia Costanzo    |
| Walter Griggs    | Hiroshi Masuoka | Alberto Olivero   |
| Leonora Fenton   | Hiromi Tsuru    | Elena Canone      |

## Episodi
| Nº | Titolo italiano Giapponese 「Kanji」 - Rōmaji                                                    | In onda           | In onda        |
| Nº | Titolo italiano Giapponese 「Kanji」 - Rōmaji                                                    | Giapponese        | Italiano       |
| 1  | Lunedì di fuoco 「運命を変えた月曜日」 - unmei o kaeta getsuyōbi                                 | 14 gennaio 1990   | 16 aprile 1991 |
| 2  | La partenza di Judy 「ひとりぼっちの旅立ち」 - hitoribocchi no tabidachi                         | 21 gennaio 1990   | 18 aprile 1991 |
| 3  | L’istituto Abramo Lincoln 「憧れのリンカーン記念女子学園」 - akogare no rinkān kinen joshigakuen | 28 gennaio 1990   | 20 aprile 1991 |
| 4  | La cerimonia 「てんやわんやの入学式」 - tenyawanya no nyūgakushiki                               | 4 febbraio 1990   | 23 aprile 1991 |
| 5  | L’arrivo di Miss Throne 「お部屋の素敵な飾り方」 - oheya no suteki na kazarikata                 | 11 febbraio 1990  | 25 aprile 1991 |
| 6  | Judy la bugiarda 「嘘つきは嫌いですか?」 - usotsuki wa kirai desu ka?                            | 25 febbraio 1990  | 27 aprile 1991 |
| 7  | I regali di Natale 「金貨の上手な使いみち」 - kinka no jōzu na tsukai michi                      | 4 marzo 1990      | 30 aprile 1991 |
| 8  | Judy si ammala 「屑籠に捨てられた手紙」 - kuzukago ni suterareta tegami                          | 11 marzo 1990     | 2 maggio 1991  |
| 9  | Lo strano zio di Julia 「ジュリアの叔父様は変り者?」 - juria no ojisama wa kawarimono?           | 18 marzo 1990     | 4 maggio 1991  |
| 10 | Si avvicinano le vacanze estive 「裏切ってごめんなさい」 - uragitte gomennasai                   | 25 marzo 1990     | 7 maggio 1991  |
| 11 | Vacanze a Lock Willow 「おもいがけない人の名」 - omoigakenai hito no na                          | 15 aprile 1990    | 9 maggio 1991  |
| 12 | Una strana coincidenza 「奇妙な偶然」 - kimyō na gūzen                                           | 22 aprile 1990    | 11 maggio 1991 |
| 13 | Sallie accetta la sfida 「サリーの勇気ある挑戦」 - sarī no yūki aru chōsen                       | 6 maggio 1990     | 14 maggio 1991 |
| 14 | Judy diventa scrittrice 「初めての小説が盗作?」 - hajimete no shōsetsu ga tōsaku?                | 20 maggio 1990    | 16 maggio 1991 |
| 15 | Hot dogs e danze 「ホットドッグと壁の花」 - hottodoggu to kabe no hana                           | 27 maggio 1990    | 18 maggio 1991 |
| 16 | Un regalo inatteso 「クォーターバックからの贈り物」 - kuōtabakku kara no okurimono               | 3 giugno 1990     | 21 maggio 1991 |
| 17 | La visita di Jervis 「打ちあけられない心」 - uchiakerarenai kokoro                               | 10 giugno 1990    | 23 maggio 1991 |
| 18 | Il giorno del ringraziamento 「感謝祭への招待状」 - kanshasai e no shōtaijō                      | 17 giugno 1990    | 25 maggio 1991 |
| 19 | Judy ci ripensa 「友よ、ともに歌わん」 - tomo yo, tomo ni utawan                                 | 24 giugno 1990    | 28 maggio 1991 |
| 20 | Una nuova compagna 「年上の同級生」 - toshiue no dōkyūsei                                        | 1º luglio 1990    | 30 maggio 1991 |
| 21 | Bellezza e tristezza 「美しさとかなしみと」 - utsukushisa to kanashimi to                        | 8 luglio 1990     | 1º giugno 1991 |
| 22 | Leonora è grave 「窓に降る雪」 - mado ni furu yuki                                               | 29 luglio 1990    | 4 giugno 1991  |
| 23 | Le vacanze di Natale 「それぞれのクリスマス」 - sorezore no kurisumasu                           | 5 agosto 1990     | 6 giugno 1991  |
| 24 | Come vi piace 「お気に召すまま」 - okinimesu mama                                                | 12 agosto 1990    | 8 giugno 1991  |
| 25 | New York, la mia città natale 「ふるさと・ニューヨーク」 - furusato . nyūyōku                    | 19 agosto 1990    | 11 giugno 1991 |
| 26 | Il colloquio 「明日に架ける橋」 - ashita ni kakeru hashi                                         | 26 agosto 1990    | 13 giugno 1991 |
| 27 | Judy, l’istitutrice 「家庭教師は楽じゃない」 - kateikyōshi wa raku janai                         | 2 settembre 1990  | 15 giugno 1991 |
| 28 | Un ordine ingiusto 「無慈悲な命令」 - mujihi na meirei                                           | 9 settembre 1990  | 18 giugno 1991 |
| 29 | Il tempo dei ricordi 「思い出がいっぱい」 - omoide ga ippai                                      | 16 settembre 1990 | 20 giugno 1991 |
| 30 | L’arrivo di Jervis 「夏の日の恋」 - natsu no hi no koi                                           | 23 settembre 1990 | 22 giugno 1991 |
| 31 | Piccole donne crescono 「花ざかりの娘たち」 - hanazakari no musumetachi                          | 30 settembre 1990 | 25 giugno 1991 |
| 32 | Una decisione difficile 「黄昏の駅にて」 - tasogare no eki nite                                  | 21 ottobre 1990   | 27 giugno 1991 |
| 33 | Svanisce un sogno 「すれちがう想い」 - surechigau omoi                                           | 4 novembre 1990   | 29 giugno 1991 |
| 34 | Ti amo Jervis 「この胸のときめきを」 - kono mune no tokimeki o                                   | 11 novembre 1990  | 2 luglio 1991  |
| 35 | La fuga di Julia 「孤独な青春」 - kodoku na seishun                                              | 18 novembre 1990  | 4 luglio 1991  |
| 36 | Julia si ribella 「今を生きるために」 - ima o ikiru tameni                                       | 25 novembre 1990  | 6 luglio 1991  |
| 37 | Festa di Natale in casa Pendelton 「聖夜のさようなら」 - seiya no sayōnara                       | 2 dicembre 1990   | 9 luglio 1991  |
| 38 | Matrimonio a Lock Willow 「悲しいプロポーズ」 - kanashii puropōzu                                | 9 dicembre 1990   | 11 luglio 1991 |
| 39 | La consegna dei diplomi 「過去からの卒業」 - kako kara no sotsugyō                               | 16 dicembre 1990  | 13 luglio 1991 |
| 40 | Piacere di conoscerti Papà Gambalunga 「はじめましておじさま」 - hajimemashite ojisama           | 23 dicembre 1990  | 16 luglio 1991 |